# بييرباتيستا بيتزابالا
بييرباتيستا بيتزابالا (بالإيطالية: Pierbattista Pizzaballa) هو قسيس إيطالي وهو المدبر الرسولي لبطريركية اللاتين الكاثوليك الحالي في القدس، ولد في يوم 21 أبريل 1965 في بلدة كولونيو أل سيريو في إيطاليا، تلقى تعليمه في اللاهوت في جامعة القديس أنطونيوس الأسقفية في روما، بالإضافة إلى الإيطالية يتقن التكلم باللغات العبرية الإنجليزية والعربية. تم اختياره في سنة 2016 ليكون رئيس أساقفة اللاتين في القدس خلفاً لتيودورو مينديز تافاريس وسبق له شغل منصب حارس الأراضي المقدسة من سنة 2004 إلى سنة 2016. في 24 أكتوبر 2020 جرى تعيينه في منصب بطريرك القدس للاتين ويدير كاريتاس القدس.

## نشأته
وُلد بييرباتيستا بيتزابالا في مدينة كولونيو ال سيريو في مقاطعة بيرغامو الإيطاليّة بتاريخ 21 أبريل 1965.